# Dušan Vukčević
Dušan Vukčević (Sarajevo, Bosnia-Herzegovina, 14 de noviembre de 1975) es un exjugador de baloncesto serbio. Es padre del también basquetbolista Tristan Vukčević.

## Trayectoria
Vukčević creció con los equipos juveniles de Bosna Sarajevo. Se mudó a Yugoslavia en 1993, a Crvena zvezda, donde jugó dos años. Después de eso, se mudó a Grecia, donde jugó por primera vez para Apollon Patras, y luego a Olympiacos, donde jugó cuatro años y obtuvo un pasaporte griego. En la temporada 2001–02, se fue a España a jugar para el Real Madrid, y un año después, fue a Montepaschi Siena, donde ganó el primer campeonato de la Liga italiana de la historia del club. En 2005, jugó para Ülkerspor. Más tarde jugó en Italia para Olimpia Milano, Virtus Bolonia, Basket Rimini y Scaligera Verona, donde jugó por última vez en la temporada 2011-12.

## Clubes
- Cantera Estrella Roja Belgrado
- 1993–1994 Aix Maurienne Savoie Basket
- 1994–1995 Estrella Roja Belgrado
- 1995-1996 AS Apollon Patras
- 1996-1997 Radnički Belgrado
- 1997-2001 Olympiacos BC Pireo
- 2001-2002 Real Madrid
- 2002-2004 Montepaschi Siena
- 2004 Olympiacos
- 2005 Ülkerspor Estambul
- 2005–2006 Olimpia Milano
- 2006-2007 Virtus Bologna
- 2007-2008 Olimpia Milano
- 2008-2010 Virtus Bologna
- 2010-2011 Crabs Rimini
- 2011-2012 Scaligera Verona